# لادیسلاو واچا

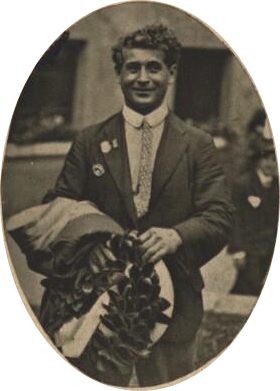
لادیسلاو واچا در سال ۱۹۲۸

لادیسلاو واچا (به انگلیسی: Ladislav Vácha) ژیمناست زادهٔ ۲۱ مارس ۱۸۹۹ میلادی اهل کشور چکسلواکی است.